# Ratigher

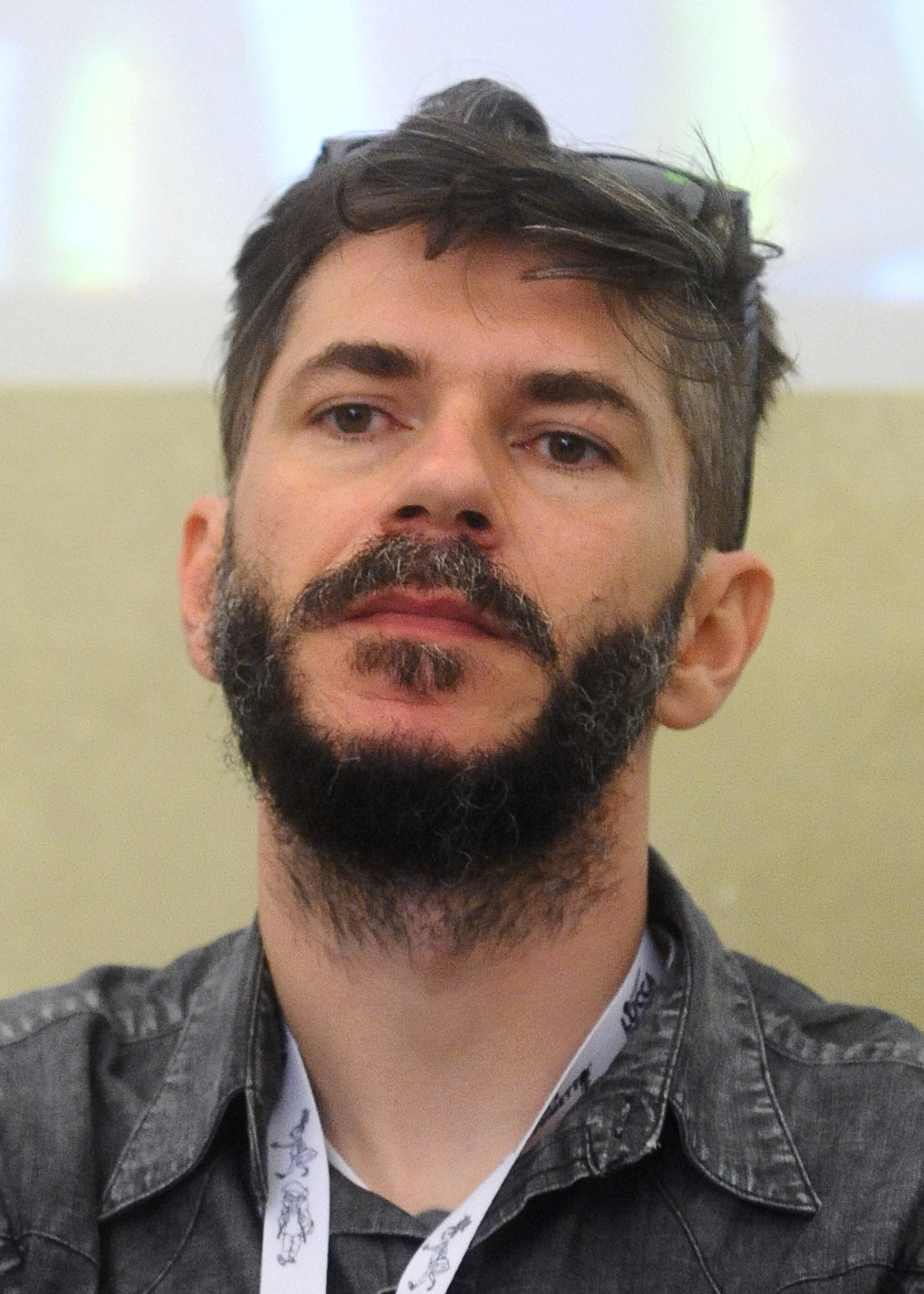
Ratigher a Lucca Comics and Games 2015

Ratigher, pseudonimo di Francesco D’Erminio (Popoli, 1978), è un fumettista e editore italiano.

## Biografia
Nato a Popoli, in provincia di Pescara, cresce però tra Bologna e Pavia. Il nome d'arte "Ratigher" (il secondo, dopo l'iniziale tentativo di farsi chiamare "Sterminio") deriva dalla puntata de I Simpson, Il fanciullo interiore di Bart, in cui Bart dichiara al sedicente guru della psicologia Brad Goodman di chiamarsi Ratigher ("Rudiger", nella versione originale). «Mi colpì quel suono, poi in realtà col tempo ho anche capito il perché. Era molto simile al nome di un personaggio della serie Vampiretto di Angela Sommer Bodenburg che si chiamava Rudigher». Vampiretto lo ispirò, da piccolo, anche a scrivere brevi storie basate sul protagonista.
Deciso a diventare un disegnatore professionista per Marvel Comics e Image Comics, quando inizia l'università a Bologna si avvicina invece al mondo del fumetto underground, grazie all'amicizia con Tuono Pettinato. Con lui, esordisce nel 1998, autopubblicando i suoi primi primi fumetti. Tre anni dopo fonda Donna Bavosa, etichetta che pubblica fumetti e dischi. Sempre in ambito musicale, è stato il bassista del gruppo punk hardcore Laghetto, fondato da John D. Raudo nel 1999 e di cui è stato anche membro, nel ruolo di finto chitarrista ("suonando" una chitarra giocattolo sul palco), il già citato Tuono Pettinato. Negli anni duemila appare sulle riviste Lamette, Nervi, Monipodio, Nixon e XL, che gli pubblica la serie Vita a 3000.
Nel 2007, insieme ai fumettisti Tuono Pettinato, LRNZ, Dottor Pira e Maicol & Mirco crea il collettivo Super Amici, con cui pubblica le riviste Hobby Comics e Pic Nic. Il gruppo cambia nome nel 2013, diventando Fratelli del Cielo, e l'anno successivo LRNZ si allontana per dedicarsi ai propri lavori. Con Dr. Pira realizza nel 2011 Ultimo Impero, in cui si racconta la lotta di due eserciti, le cui fazioni opposte iniziano a caricare agli estremi del volume per poi scontrarsi al centro.
Il nome di Ratigher acquista popolarità nel 2011, quando l'autore si fa notare per il graphic novel horror Trama. Il peso di una testa mozzata, per i tipi di GRRRzetic, guadagnandosi il plauso della critica.
Nel 2014 Roberto Recchioni, curatore della proprietà Bonelli Dylan Dog, annuncia che Ratigher esordirà come sceneggiatore del personaggio sulla testata mensile. Nello stesso anno esce Le ragazzine stanno perdendo il controllo. La società le teme. La fine è azzurra, opera distribuita con il metodo Prima o mai, una modalità di distribuzione su richiesta ideata dallo stesso Ratigher. Nelle parole dell'autore, l'operazione è volta a «diversificare ed ibridare le tecniche di produzione e cercare di correggere le storture, affinando più sistemi rispetto al tentativo di renderne uno solo perfetto». Il fumetto vince il premio Attilio Micheluzzi 2015. Nello stesso anno annuncia la pubblicazione con l’editore Saldapress, poi non avvenuta, di un nuovo volume, intitolato La notte è dei fantasmi, ambientato nello stesso universo narrativo. Nel 2017 Coconino Press pubblica invece Fortezza pterodattilo, volume che raccoglie illustrazioni e storie brevi, precedentemente apparse, di Ratigher.
Dal marzo 2017 è direttore editoriale della Coconino Press, ruolo ereditato da Igort, che nel mese di febbraio abbandonò la casa editrice da lui fondata. Nel 2021 Ratigher lascia la direzione per tornare a dedicarsi prevalentemente alla sua attività di autore, ma continua a far parte della redazione, curando anche una nuova collana intitolata BRICK.
Ha collaborato con riviste come U.D.W.F.G., The Milan Review e Vice ITALIA, per cui ha creato la serie Bimbo Fango e ha curato dal 2012 per alcuni anni la rubrica Intanto altrove, di cui è stata annunciata la pubblicazione, non ancora avvenuta, di una raccolta con materiale inedito ad opera di Coconino Press.
Ha insegnato dal 2011 al 2021 teoria e tecnica dell’autoproduzione a fumetti presso lo IED di Roma.

## Opere
- Smith Love Wesson (2007)
- 25 disegni: Ratigher/Baronciani (2007) - con Alessandro Baronciani
- Ultimo Impero (2011) - con Dottor Pira
- Trama. Il peso di una testa mozzata (2011)
- Le incredibili avventure di Tuta Teschio e altre storie (2012)
- Le ragazzine stanno perdendo il controllo. La società le teme. La fine è azzurra. (2014)
- Dylan Dog n. 351, In fondo al male (2015) - con Alessandro Baggi
- Fortezza pterodattilo (2017)
- Dylan Dog n. 369, Graphic Horror Novel (2018) - con Paolo Bacilieri, Giuseppe Montanari ed Ernesto Grassani
- Occhi ovunque (2020) - con Francesco Cattani